# Parafia Chrystusa Króla w Trawnikach
Parafia Chrystusa Króla w Trawnikach - parafia rzymskokatolicka w Trawnikach, należąca do archidiecezji lubelskiej i Dekanatu Piaski. Została erygowana w 1958. Mieści się pod numerem 477. Parafię prowadzą księża diecezjalni.